# エディー・ジョンソン (1959年生のバスケットボール選手)
エディ・アーネット・ジョンソン（Eddie Arnet Johson 1959年5月1日- ）はイリノイ州シカゴ出身のバスケットボール選手。ポジションはスモールフォワード。NBAで1199試合に出場し、歴代22位の19,202得点を記録しながら、NBAオールスターゲームに1度も選ばれなかったことで知られている。

## 経歴

### プロ入り前
高校時代からシュートの名手として知られ、身長が6フィート7インチ（201センチ）あったジョンソンは、イリノイ大学に進学。1991年のドラフト会議で、全体29位でカンザスシティ・キングス（現サクラメント・キングス）に入団した。

### NBA時代初期
ルーキーイヤーの1981-1982シーズンからいきなり74試合に出場。翌年からはレギュラーを獲得し、1983-84シーズンと1984-1985シーズンには82試合にフル出場。それ以後は先発出場が減ったが、シュート技術を生かし、シックスマンとして活動。1987-1988シーズンにはフェニックス・サンズに移籍。73試合で59試合に先発出場したものの、翌1988-1989シーズンは再び控えに回る。しかし、控えながらも70試合に出場。3ポイントシュート成功率は40.3%とし、シックスマン賞を受賞した。その後も主にシックスマンとして安定した成績を残し続けたが、1989-1990シーズン途中にシアトル・スーパーソニックスにトレードされ、1993-1994シーズンにはシャーロット・ホーネッツへ移籍。1年後にはヨーロッパの強豪、ギリシャA1バスケットボールリーグのオリンピアコスBCに移籍した。

### ギリシャ時代
ギリシャでもジョンソンのシュート技術は冴えわたり、特に驚異的とまで言われた3ポイントシュートでカルトなファンの注目を集めた。ジョンソンのギリシャ時代のハイライトは、ユーロリーグファイナル4の、同じギリシャのライバルであるパナシナイコスとの対戦である。試合は残り一分の時点でオリンピアコスが負けていたが、残り一分でジョンソンは4本もの3ポイントシュートを決め、58-52で逆転勝利を収めた。しかし、決勝ではスペインのFCバルセロナに敗れた。さらにギリシャリーグのプレーオフでは、優勝が決定する第5戦を45-44という僅差で勝利し優勝を決めた（観戦していて、興奮のあまり心臓発作を起こした観客もいたという）。25試合の出場で、1試合平均21.1得点、4.9リバウンドでシーズンを終えた。

### NBA復帰
1995-1996シーズン、ジョンソンはインディアナ・ペイサーズと契約し、NBAに復帰を果たした。65試合に出場したものの、翌シーズン途中にヒューストン・ロケッツに移籍、2シーズンをロケッツで過ごし、現役を引退した。

### 引退後
引退後はアリゾナFOXで解説者をつとめ、フェニックス・サンズやアリゾナ州立大学の試合で解説をする傍ら、インターネットテレビでレギュラーを務めるなど、タレント業のような活動もしている。

## エピソード
- 引退後、そのシュート技術を生かし『エディ・ジョンソンのジャンプショットとオフェンシブスキル』という子供向けの教育ビデオに出演した。
- NBAでは同時期に同姓同名のエディ・ジョンソン（こちらのジョンソンは1955年生まれで、本項のジョンソンより4歳年上）が活躍しており、後年、そのジョンソンが少女への強姦容疑で逮捕された際、一部メディアが二人のジョンソンを混同し、大きな混乱が起こった。